# رومئو و ژولیت بر پرده سینما
رومئو و ژولیت (انگلیسی: Romeo and Juliet) اثر ویلیام شکسپیر تنها نمایشنامه‌ای است که تا کنون بیشترین نسخه سینمایی از آن تهیه شده‌است. مشهورترین نسخه‌های سینمایی از آن توسط جرج کیوکر، فرانکو زفیرلی و باز لورمن کارگردانی شده‌اند.

## نسخه‌های تهیه شده

### جیمز استوارت بلکتون
یک فیلم نسخه آمریکایی رومئو و ژولیت ویلیام شکسپیر به کارگردانی جیمز استوارت بلکتون است که در سال ۱۹۰۸ منتشر شد. از بازیگران آن می‌توان به پل پانزر (رومئو)، فلورنس لورنس (ژولیت)، جان جی. آدولفی، هری سالتر، لوئیز کارور، فلورنس ترنر، چارلز چپمن اشاره کرد.

### جی. گوردون ادواردز
یک فیلم صامت رمانتیک به کارگردانی جی. گوردون ادواردز است که در سال ۱۹۱۶ منتشر شد. از بازیگران آن می‌توان به ثیدا بارا (در نقش ژولیت) و هری هیلیرد (در نقش رومئو)، اشاره کرد.

### فرانسیس بوشمنو جان نابِل
یک فیلم صامت آمریکایی بر اساس نمایشنامه رومئو و ژولیت اثر ویلیام شکسپیر به کارگردانی «جان نابِل» و «فرانسیس بوشمن» است که در سال ۱۹۱۶ منتشر شد. بازیگران این فیلم عبارتنداز: فرانسیس بوشمن، بورلی بین

### جرج کیوکر
«رومئو و ژولیت» (انگلیسی: Romeo and Juliet) یک فیلم اقتباسی آمریکایی از نمایشنامه اثر ویلیام شکسپیر تالبوت جنینگز به کارگردانی جرج کیوکر است که در سال ۱۹۳۶ منتشر شد. نورما شیرر (ژولیت)، لسلی هاوارد (رومئو)،
جان باریمور، بازیل رتبون، اندی دیواین

### خوسه ماریا کاسته‌یبی
رومئو و ژولیت (اسپانیایی: Julieta y Romeo‎) یک فیلم درام تاریخی اسپانیایی است به کارگردانی خوسه ماریا کاسته‌یبی که در سال ۱۹۴۰ منتشر شد.
مارتا فلورس، انریکه گیتارت
فیلم اقتباسی است از رومئو وژولیت ویلیام شکسپیر

### انریکه کاره‌راس
یک فیلم سیاه و سفید محصول آرژانتین به کارگردانی انریکه کاره‌راس Enrique Carrerras است که در سال ۱۹۵۳ منتشر شد.
Alfredo Barbieri, Amelia Vargas, Esteban Serrador، سوزانا کامپوس، Tito Climent, Guido Gorgatti, Domingo Márquez, Aída Villadeamigo

### رناتو کاستلانی
فیلمی در ژانر درام و رمانتیک به کارگردانی رناتو کاستلانی است که در سال ۱۹۵۴ منتشر شد. لارنس هاروی (در نقش رومئو)، Susan Shentall (در نقش ژولیت)، فلورا رابسون، مروین جانز، بیل تراورز، Sebastian Cabot, Ubaldo Zollo، انزو فی‌یرمونته، جان گیلگد

### لئونید لاوروفسکیولف آرنشتام
رومئو و ژولیت (به روسی: Ромео и Джульетта) یک فیلم باله شوروی است که لئونید لاوروفسکی و لف آرنشتام در سال ۱۹۵۵ منتشر شد و گالینا اولانووا (در نقش ژولیت)، یوری ژدانوف (در نقش رومئو) در این فیلم نقش آفرینی کرد. این فیلم جشنواره فیلم کن ۱۹۵۵ خضور داشت.

### فرانکو زفیرلی
رومئو و ژولیت (به انگلیسی: Romeo and Juliet) فیلمی رمانتیک بریتانیایی-ایتالیایی ۱۳۸ دقیقه‌ای بر مبنای نمایشنامه تراژیک به همین نام (۱۵۹۱–۹۵) اثر ویلیام شکسپیر به کارگردانی فرانکو زفیرلی و با بازی لئونارد وایتینگ (رومئو)، الیویا هاسی (ژولیت)، مایلو اوشی، Pat Heywood، جان مک‌انری، رابرت استیونس، مایکل یورک، بروس رابینسون.

### ایو دگانیه
رومئو و ژولیت (فرانسوی: Roméo et Juliette‎) یک فیلم کانادایی در سبک درام است به کارگردانی ایو دگانیه Yves Desgagnés که در سال ۲۰۰۶ در کبک تهیه شده‌است.
Thomas Lalonde (در نقش رومئو)، رومئو و ژولیت (فیلم ۲۰۰۶) (در نقش ژولیت)، ژن مورو

### کارلو کارلی
یک فیلم درام و رمانتیک اقتباسی بریتانیایی-ایتالیایی-سوئدی است به کارگردانی کارلو کارلی که در سال ۲۰۱۳ منتشر شد. رمانتیک تژادی به همین نام نوشته و کارگردانی داگلاس بوث (در نقش رومئو)، هیلی استاینفلد (در نقش ژولیت)، دامیان لوئیس، کدی اسمیت-مک‌فی، اد وستویک، استلان اسکارشگورد، پل جیاماتی

### باز لورمن
رومئو + ژولیت (ارمنی: Romeo + Juliet) فیلمی محصول سال ۱۹۹۶ به کارگردانی باز لورمان است. این فیلم بر اساس نمایشنامه رومئو و ژولیت نوشته ویلیام شکسپیر ساخته شده‌است در این فیلم لئوناردو دی‌کاپریو، کلیر دانس، برایان دنهی، جان لگویزمائو و پیت پاستویت بازی کردند.